# Ulf Bichel
Ulf Bichel (* 9. April 1925 in Kiel; † 9. Februar 2013 ebenda) war ein deutscher Sprach- und Literaturwissenschaftler.
Ulf Bichel studierte Psychologie, Geschichte und Germanistik. 1954 wurde er zum Dr. phil. promoviert. Nach dem Staatsexamen im Jahre 1956 arbeitete Bichel von 1957 bis 1961 im Schuldienst, danach am Germanistischen Seminar der Universität Kiel. Nach seiner Habilitation 1970 folgte 1974 die Ernennung zum außerplanmäßigen Professor.
Seit 1987 im Ruhestand widmete er sich vor allem der Erforschung des Lebens und der Wirkungsgeschichte des niederdeutschen Dichters Klaus Groth. Bichel war seit 1979 Mitglied u. a. der Fritz Reuter Gesellschaft, die ihn 1990 mit ihrem Ehrenbrief auszeichnete.
Gemeinsam mit seiner Frau Ingeborg Bichel, geb. Zenker († 29. August 2010) erhielt Ulf Bichel 2002 den Quickborn-Preis. 2008 wurde Ulf Bichel zum Ehrenmitglied der Klaus-Groth-Gesellschaft ernannt.

## Schriften (Auswahl)
- Problem und Begriff der Umgangssprache in der germanistischen Forschung (= Hermaea, N.F., Bd. 32). Niemeyer, Tübingen 1973, ISBN 3-484-15027-0 (Habilitationsschrift Universität Kiel).
- (Hrsg.): Vom Reichtum des Erzählens. Fritz Reuter 1810-1874. Langen Müller, München 1985, ISBN 3-7844-2074-5.
- (mit Inge Bichel und Joachim Hartig): Klaus Groth. Eine Bildbiographie. Boyens, Heide 1994, ISBN 3-8042-0642-5.
- (Mithrsg.): Fritz Reuter in Eisenach (= Beiträge der Fritz-Reuter-Gesellschaft, Bd. 8). Von Bockel Verlag, Hamburg 1998, ISBN 3-932696-12-3.
- (Mithrsg.): Fritz Reuter, Neubrandenburg, 1848 (= Beiträge der Fritz-Reuter-Gesellschaft, Bd. 9). Von Bockel Verlag, Hamburg 2000, ISBN 3-932696-31-X.
- (Mithrsg.): Fritz Reuter im Werk von Schriftstellern des späten 19. Jahrhunderts (= Beiträge der Fritz-Reuter-Gesellschaft, Bd. 10). Hinstorff, Rostock 2001, ISBN 3-356-00916-8.
- (Mithrsg.): Fritz Reuter, John Brinckman, Dethloff Carl Hinstorff und Rostock (= Beiträge der Fritz-Reuter-Gesellschaft, Bd. 12). Hinstorff, Rostock 2002, ISBN 3-356-00964-8.
- (Mithrsg.): Fritz Reuter und die Reformbestrebungen seiner Zeit (= Beiträge der Fritz-Reuter-Gesellschaft, Bd. 11). Hinstorff, Rostock 2002, ISBN 3-356-00951-6.
- (Mithrsg.): Fritz Reuter, Richard Wossidlo – Mecklenburgische Volksliteratur (= Beiträge der Fritz-Reuter-Gesellschaft, Bd. 13). Hinstorff, Rostock 2003, ISBN 3-356-01010-7.
- (Mithrsg.): Fritz Reuter und Klaus Groth. Niederdeutsch in der Auseinandersetzung einst und jetzt (= Beiträge der Fritz-Reuter-Gesellschaft, Bd. 15). Hinstorff, Rostock 2005, ISBN 3-356-01084-0.
- (Mithrsg.): Landschaften Mecklenburg-Vorpommerns in der Literatur des 19. und 20. Jahrhunderts (= Beiträge der Fritz-Reuter-Gesellschaft, Bd. 16). Hinstorff, Rostock 2006, ISBN 3-356-01133-2.
- (Mithrsg.): Humor und Satire in den Werken von Fritz Reuter, John Brinckman, Ludwig Reinhard, Adolf Glaßbrenner und Wilhelm Busch (= Beiträge der Fritz-Reuter-Gesellschaft, Bd. 17). Hinstorff, Rostock 2007, ISBN 3-356-01188-X.
- (Mithrsg.): Die Auswanderung von Norddeutschland nach Amerika im Spiegel der Literatur (= Beiträge der Fritz-Reuter-Gesellschaft, Bd. 18). Hinstorff, Rostock 2008, ISBN 3-356-01254-1.
- (mit Inge Bichel): Klaus-Groth-Bibliographie. Germanistisches Seminar der Christian-Albrechts-Universität zu Kiel/Germanistische Abteilung, Kiel 2009.
- (Mithrsg.): Neustrelitz – die Residenz zur Zeit Fritz Reuters (= Beiträge der Fritz-Reuter-Gesellschaft, Bd. 19). Hinstorff, Rostock 2009, ISBN 978-3-356-01316-0.
- (Mithrsg.): Literatur aus dem Ostseeraum und der Lüneburger Heide (= Beiträge der Fritz-Reuter-Gesellschaft, Bd. 20). Hinstorff, Rostock 2010, ISBN 978-3-356-01368-9.
- (Mithrsg.): Fritz Reuter in seiner und in unserer Zeit (= Beiträge der Fritz-Reuter-Gesellschaft, Bd. 21). Hinstorff, Rostock 2011, ISBN 978-3-356-01433-4.
- (Mithrsg.): Güstrow – eine Stadt der Dichter (= Beiträge der Fritz-Reuter-Gesellschaft, Bd. 22). Hinstorff, Rostock 2012, ISBN 978-3-356-01488-4
- (Mithrsg.): För de Gören – Kinder in der niederdeutschen Literatur (= Beiträge der Fritz-Reuter-Gesellschaft, Bd. 23). Hinstorff, Rostock 2013, ISBN 978-3-356-01576-8.
- (Mithrsg.): Die Befreiungskriege 1813-1815 mit ihren Auswirkungen auf Mecklenburg in Dichtung und bildende Kunst (= Beiträge der Fritz-Reuter-Gesellschaft, Bd. 24). Hinstorff, Rostock 2014, ISBN 978-3-356-01433-4.
- (Mithrsg.): Norddeutsche Dichterorte. Ihre Spuren in Werken von Schriftstellern (= Beiträge der Fritz-Reuter-Gesellschaft, Bd. 25). Hinstorff, Rostock 2015, ISBN 978-3-356-01433-4.